# Vanessa Bell
Vanessa Bell (nascida Stephen; Londres, 30 de maio de 1879 – Sussex, 7 de abril de 1961) foi uma pintora e decoradora de interiores inglesa, membro do Grupo de Bloomsbury e irmã de Virginia Woolf.

## Biografia

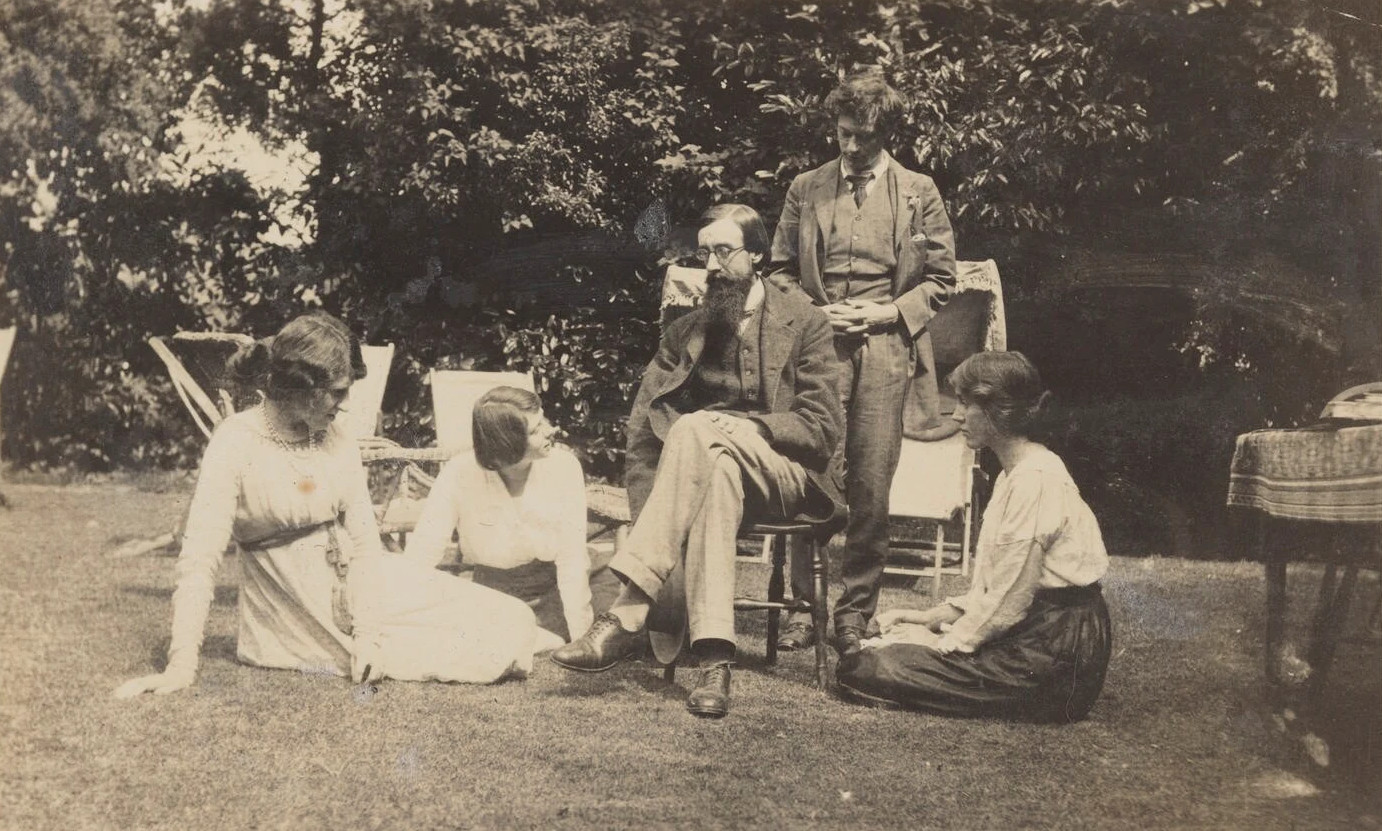
Alguns membros do Grupo de Bloomsbury - da esquerda para a direita: Lady Ottoline Morrell, Maria Nys (mais tarde Mrs. Aldous Huxley), Lytton Strachey, Duncan Grant e Vanessa Bell

Vanessa Stephen foi a filha mais velha de Sir Leslie Stephen e Julia Prinsep Duckworth (1846-1895). Os seus pais viveram no 22 Hyde Park Gate, Westminster, Londres, e Vanessa viveu lá até 1904. Foi educada em casa por seus pais em línguas, matemáticas e história, e recebeu aulas de desenho de Ebenezer Cook antes de entrar para a escola de arte de Sir Arthur Cope em 1896, e então estudou pintura na Academia Real Inglesa em 1901.
Mais tarde, Stephen afirmou que durante a sua infância foi abusada sexualmente por seus meio-irmãos George e Gerald Duckworth.
Após as mortes da sua mãe em, 1895, e do seu pai, em 1904, Vanessa vendeu o 22 Hyde Park Gate e se mudou para Bloomsbury com Virginia e os seus irmãos Thoby (1880-1906) e Adrian (1883-1948), onde eles conheceram e começaram a se socializar com artistas, escritores e intelectuais que viriam a formar o Grupo de Bloomsbury.
Casou-se com Clive Bell em 1907 e tiveram dois filhos, Julian (que morreu em 1937 durante a Guerra Civil Espanhola aos 29 anos) e Quentin. O casal tinha um casamento aberto, ambos tendo diversos amantes durante a vida. Vanessa Bell manteve relações extraconjugais com o crítico de arte Roger Fry e com o pintor Duncan Grant, com quem teve uma filha, Angelica, em 1918, quem Clive Bell criou como sua filha.
Vanessa, Clive, Duncan Grant e o amante de Duncan, David Garnett, mudaram-se para o campo de Sussex antes do estopim da Primeira Guerra Mundial, e estabeleceram-se na Charleston Farmhouse, perto de Firle, East Sussex, onde ela e Grant pintaram e trabalharam em encomendas para o Omega Workshops, atelier fundado por Roger Fry. A sua primeira exposição ocorreu no Omega Workshops em 1916.

## Obra

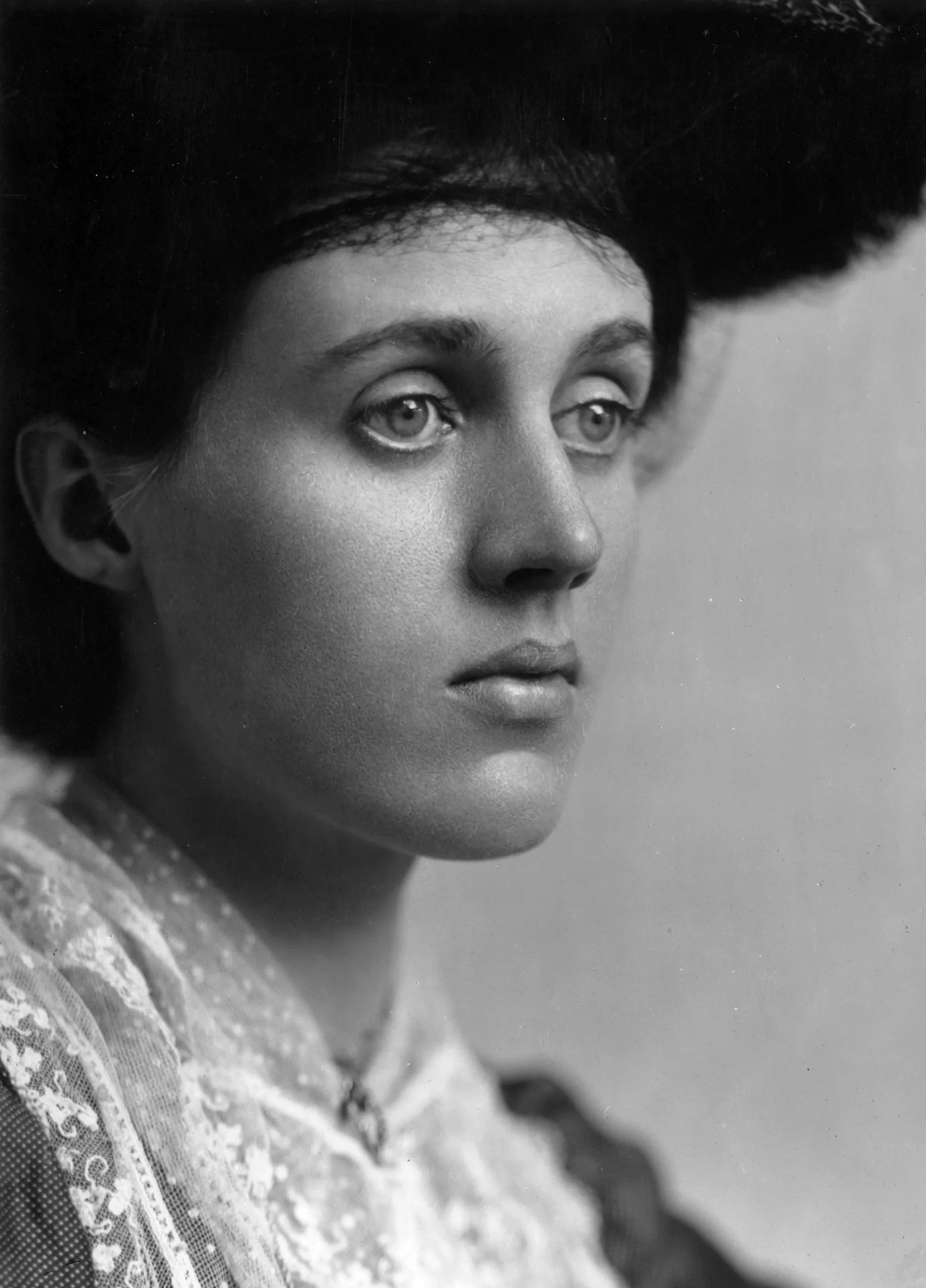
Retrato de 1902, por G. C. Beresford

As pinturas de Vanessa Bell incluem Studland Beach (1912), The Tub (1918), Interior with Two Women (1932), e retratos da sua irmã Virginia Woolf (três em 1912), Aldous Huxley (1929-1930) e David Garnett (1916).
É considerada uma importante pintora de decoração de interiores do século XX devido ao fato das suas técnicas unirem, de forma inovadora, arte e decoração, tendo como influência o pós-impressionismo, Matisse e o cubismo.

## Representações
Ela é interpretada por Janet McTeer no filme biográfico Carrington, de 1995, e por Miranda Richardson no filme As Horas, de 2002. Bell também protagoniza o romance Vanessa and Virginia, de Susan Sellers.